# 科吕
科吕（法語：Coolus，法語發音：[kɔly]）是法国马恩省的一个市镇，位于该省中部，属于香槟沙隆区。

## 地理
科吕（48°55'26"N, 4°21'15"E）面积13.18 平方千米，位于法国大東部大區马恩省，该省份为法国东北部内陆省份，北起阿登省，西北接埃纳省，西南接塞纳-马恩省，南至奥布省，东南接上马恩省，东临默兹省。
与科吕接壤的市镇（或旧市镇、城区）包括：舍尼耶、孔佩尔特里、科勒河畔埃屈里、萨里、维莱堡。

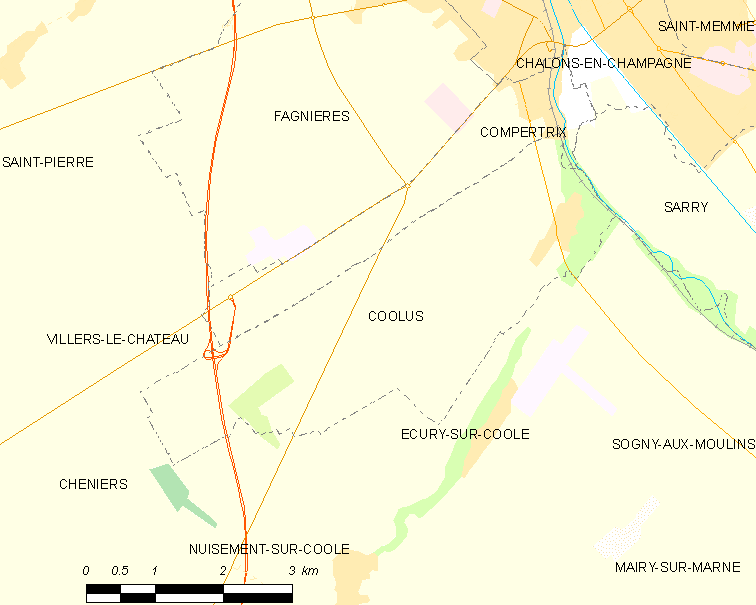
科吕的OSM定位图

科吕的时区为UTC+01:00、UTC+02:00（夏令时）。

## 行政
科吕的邮政编码为51510，INSEE市镇编码为51168。

## 政治
科吕所属的省级选区为香槟沙隆第一县。

## 人口

1962-2008年间科吕人口变化图示

科吕于2022年1月1日时的人口数量为230人。